# 두씨통전
두씨통전(杜氏通典)은 서울특별시 종로구 서울역사박물관에 있는 조선시대의 책이다. 2003년 12월 30일 서울특별시의 유형문화재 제178호로 지정되었다.

## 개요
중국 당(唐)나라의 재상(宰相) 두우(杜佑,735～812)에 의해 편찬된 두씨통전(杜氏通典)은 중국 상고대(上古代)부터 당 현종(唐 玄宗)에 이르기까지의 식화(食貨)․선거(選擧)․직관(職官)․예(禮)․악(樂)․형(刑: 兵을 포괄)․주군(州郡)․변방(邊防)등 중국 역대 제도를 8典으로 분류한 책으로서 통전(通典)이라고도 한다. 남송(南宋)때 편찬된 정초(鄭樵)의 『통지(通志)』와 송말 원초(宋末 元初)에 편찬된 마단임(馬端臨)의 『문헌통고(文獻通考』와 함께 '3통(三通)'이라 불릴 정도로 중국 역대 제도문물사(制度文物史) 연구에 핵심이 되는 자료이다.
본 서울역사박물관 소장 두씨통전(杜氏通典)은 200卷을 75冊으로 엮은 활자본(活字本)인데 1455년(世祖 元年)에 강희안(姜希顔)의 글씨를 자본(字本)으로 하여 주조한 을해자(乙亥字) 중간자(中間字)로 찍어 낸 것이다. 이 책에는 제 1冊의 첫 장에 ‘선사지기(宣賜之記)’라는 어보(御寶)가 날인되어 있는 것으로 보아 내사본(內賜本)임에는 틀림없으나 내사기(內賜記)가 남아있지는 않다. 그러나 이 本과 같은 판식(板式)인 9行 17字(半郭 :22.5cm×16cm)에 을해자(乙亥字)로 찍은 내사기(內賜記)가 있는 『통전(通典)』이 안동 도산서원(陶山書院)과 일본 나고야의 봉좌문고(蓬左文庫)에 각기 한 질(秩)씩 전하고 있는데 이들의 인출시기가 1560년(嘉靖 39년,明宗 15년) 9월인 점을 감안하면 서울역사박물관 소장 본의 인출시기도 같은 명종 15년인 것으로 보인다.
또한 서울역사박물관 소장본 『두씨통전(杜氏通典)』 每 冊 제 1면에 ｢양곡(陽谷)｣․｢광산후학(光山後學)｣․｢김씨부의(金氏富儀)｣․｢신중(愼仲)｣ 또는 ｢광김(光金)｣, 마지막 면에 ｢광김□□(光金□□)｣라는 소장인(所藏印)이 찍혀있는 것으로 보아 김부의(金富儀,1525～1582)에 의해 소장된 것으로 보이는데, 김부의(金富儀)는 예안(禮安)오천(烏川)출신으로 본관은 광산(光山)이고, 자(字)는 신중(愼仲)이며, 호(號)는 읍청정(挹淸亭)이다. 김연(金緣, 1487～1544)의 둘째 아들로 이황(李滉)의 문인이다.
1722년 7월에 쓰여진 조태억(趙泰億,1675～1728)의 발문에 의하면, 이 책은 그의 10대조인 문강공(文剛公)조말생(趙末生,1370～1447)이 1407년 하사 받은 것을 후에 그 외손(外孫) 김부의(金富儀)가 얻어 영남에 전해지게 되었는데 조태억 자신이 1720년 겨울 경상도관찰사로 나가 이를 듣고 예안현(禮安縣)으로가 김부의(金富儀)의 후손 김대(金岱)에게서 다시 얻어왔으며, 그 가운데 빠진 1책(卷136～138)을 옥당(玉堂,홍문관을 지칭)의 당본(唐本)으로 베껴 운각(芸閣,교서관 지칭)의 주자(鑄字)로 찍어 보충했다고 한다.

## 참고 문헌
- 두씨통전 - 국가유산청 국가유산포털